# Whistle (Jax Jones & Calum Scott)
Whistle is een nummer van de Britse dj Jax Jones en de Britse zanger Calum Scott uit 2023.
"Whistle" is een pleidooi van de ik-figuur om zijn geliefde nog een kans te geven. Hij spoort zijn vriendin aan om het beste uit de avond te halen en deze samen door te brengen. Jax Jones heeft het nummer mede geschreven met Scouting for Girls-zanger Roy Stride. Het nummer werd een hit in een aantal Europese landen. Zo behaalde het de 14e positie in het Verenigd Koninkrijk. In de Nederlandse Top 40 was het succesvoller met een 8e positie, terwijl het succes in de Vlaamse Ultratop 50 iets bescheidener was met een 25e positie.

## Tracklijst
Muziekdownload
1. "Whistle" - 3:02

Muziekdownload - akoestisch
1. "Whistle (akoestisch)" - 2:47